# Landkreis Heidenheim
Der Landkreis Heidenheim ist einer der kleinsten Landkreise in Baden-Württemberg und dessen östlichster Kreis. Er bildet zusammen mit dem Ostalbkreis die Region Ostwürttemberg im Regierungsbezirk Stuttgart.

## Geographie

### Lage
Der Landkreis Heidenheim hat hauptsächlich Anteil an der östlichen Hochfläche der Schwäbischen Alb, im Süden reicht er noch in die Donauniederung (Donauried). Durch den Kreis fließt von Nord nach Süd die Brenz, ein linker Nebenfluss der Donau, die bei Bächingen die Landesgrenze überschreitet und bei Lauingen in die Donau mündet. Das Kreisgebiet erstreckt sich über eine Höhenlage von 435 m ü. NN im Brenztal bei Sontheim bis 718 m ü. NN im Gewann Bernswang nördlich von Steinheim-Gnannenweiler.

### Orte
Die Liste der Orte im Landkreis Heidenheim enthält die ungefähr 115 Orte (Städte, Dörfer, Weiler, Höfe und Wohnplätze) des Landkreises Heidenheim im geographischen Sinne.

### Nachbarkreise
Der Landkreis Heidenheim grenzt im Uhrzeigersinn im Norden beginnend an den Ostalbkreis (in Baden-Württemberg), an die bayerisch-schwäbischen Landkreise Donau-Ries, Dillingen an der Donau und Günzburg (alle in Bayern) sowie an den Alb-Donau-Kreis und an den Landkreis Göppingen (beide wiederum in Baden-Württemberg).

### Flächenaufteilung
Nach Daten des Statistischen Landesamtes, Stand 2015.

## Naturschutzgebiete
Der Landkreis Heidenheim besitzt die nachfolgenden Naturschutzgebiete. Nach der Schutzgebietsstatistik der Landesanstalt für Umwelt, Messungen und Naturschutz Baden-Württemberg (LUBW)  stehen 1364,82 Hektar der Kreisfläche unter Naturschutz, das sind 2,18 Prozent.
1. Brünneleswiesen: 63,8 ha, Gemarkungen Heidenheim-Aufhausen und Königsbronn-Itzelberg
2. Buchhalde-Neresheimer Tal: 7,1 ha; Gemarkung Großkuchen
3. Bullenberg-Dudelberg-Stockhau: 101,3 ha; Gemarkung Steinheim am Albuch
4. Eselsburger Tal: 318 ha; Gemarkungen Herbrechtingen, Bolheim und Dettingen am Albuch
5. Fliegenberg-Kahlhof: 28,0 ha; Gemarkung Frickingen
6. Griesbuckellandschaft Demmingen: 25,2 ha; Gemarkung Demmingen
7. Hülbe am Märtelesberg: 0,2 ha; Gemarkung Steinheim am Albuch
8. Kürnberg: 12,4 ha; Gemarkung Giengen an der Brenz
9. Kutschenberg-Heuschlaufenberg-Stürzelberg: 76,3 ha (davon 65,5 ha im Kreis Heidenheim), Gemeinden Gerstetten und Steinheim am Albuch
10. Ravensburg: 6,1 ha; Gemarkung Sontheim an der Brenz
11. Steinbruch Steinweiler: 7,3 ha; Gemarkung Auernheim
12. Steinheimer Becken: 426,1 ha; Gemarkung Steinheim am Albuch
13. Steinbruchterrassen im Egautal: 10,7 ha; Gemarkungen Dischingen und Neresheim
14. Wental mit Seitentälern und Feldinsel Klösterle: 288,7 ha (davon 262,7 ha im Kreis Heidenheim), Gemarkungen Steinheim am Albuch und Essingen (Ostalbkreis)
15. Zwing: 102,0 ha (davon 30,1 ha im Kreis Heidenheim); Gemeinden Dischingen, Nattheim, Neresheim (Ostalbkreis)

Siehe auch:

→ Liste der Landschaftsschutzgebiete im Landkreis Heidenheim

→ Liste der Geotope im Landkreis Heidenheim

## Geschichte
Der Landkreis Heidenheim geht zurück auf das gleichnamige württembergische Oberamt Heidenheim, das schon zu Zeiten des Herzogtums Württemberg eingerichtet und 1808 um das nur kurz bestehende Oberamt Giengen erweitert wurde.
Ab 1810 gehörte das Oberamt Heidenheim zur Landvogtei am Kocher und ab 1818 zum Jagstkreis, der 1924 aufgelöst wurde. 1934 wurde es in Kreis Heidenheim umbenannt und 1938 wurden dem Landkreis Heidenheim einige Gemeinden des aufgelösten Kreises Neresheim sowie einige Orte aus dem Kreis Ulm eingegliedert. 1945 kam der Landkreis Heidenheim zum neugebildeten Land Württemberg-Baden, das 1952 im Bundesland Baden-Württemberg aufging. Von da an gehörte er zum Regierungsbezirk Nordwürttemberg, der den württembergischen Teil Württemberg-Badens umfasste.
Die Kreisreform vom 1. Januar 1973 überdauerte der Landkreis unverändert. Am 1. Juli 1974 kam der Ort Sontbergen vom Alb-Donau-Kreis hinzu und wurde in die Gemeinde Gerstetten eingegliedert.
Nach Abschluss der Gemeindereform umfasst der Landkreis Heidenheim noch elf Gemeinden, darunter vier Städte und hiervon wiederum zwei Große Kreisstädte (Giengen an der Brenz und Heidenheim an der Brenz). Der Landkreis Heidenheim ist damit der Landkreis mit den wenigsten Gemeinden in Baden-Württemberg. Größte Stadt ist Heidenheim an der Brenz, kleinste Gemeinde ist Hermaringen.

### Einwohnerentwicklung

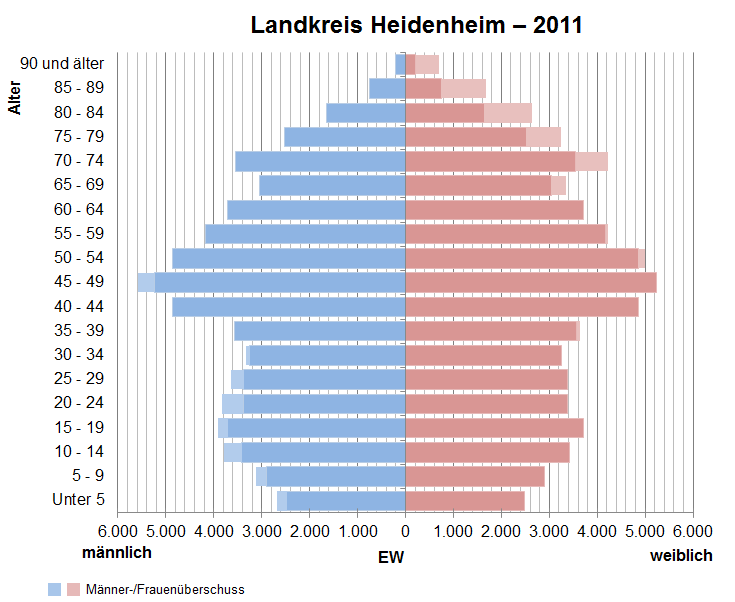
Bevölkerungspyramide für den Kreis Heidenheim (Datenquelle: Zensus 2011.)

Die Einwohnerzahlen sind Volkszählungsergebnisse (¹) oder amtliche Fortschreibungen des Statistischen Landesamts Baden-Württemberg (nur Hauptwohnsitze).
| Datum             | Einwohner |
| ----------------- | --------- |
| 31. Dezember 1973 | 126.999   |
| 31. Dezember 1975 | 125.375   |
| 31. Dezember 1980 | 124.296   |
| 31. Dezember 1985 | 123.500   |
| 25. Mai 1987 ¹    | 125.340   |
| 31. Dezember 1990 | 131.058   |

| Datum             | Einwohner |
| ----------------- | --------- |
| 31. Dezember 1995 | 137.315   |
| 31. Dezember 2000 | 136.976   |
| 31. Dezember 2005 | 135.174   |
| 31. Dezember 2010 | 131.116   |
| 31. Dezember 2015 | 130.527   |
| 31. Dezember 2020 | 132.812   |

### Konfessionsstatistik
Laut Zensus 2011 waren 40,2 % Einwohner evangelisch, 32,8 % römisch-katholisch und 25,7 % gehörten anderen Konfessionen oder Religionsgemeinschaften an oder waren konfessionslos. Der Anteil der evangelischen und katholischen Kirchenmitglieder im Kreis sinkt seitdem jährlich um einen Prozentpunkt. Gemäß dem Zensus 2022 waren am 25. Mai 2022 31,7 % (oder 42.360 Personen) der Einwohner evangelisch, 27,7 % (36.978) katholisch, und 40,5 % waren konfessionslos, gehörten einer anderen Glaubensgemeinschaft an oder machten keine Angabe.
Laut kirchliche Statistik waren Ende 2019 39.606 (29,9 %) Personen Mitglied der katholische Kirche. Ende 2023 waren 35.803 Personen (26,4 %) Mitglied der katholische Kirche.

## Politik
Der Landkreis wird vom Kreistag und vom Landrat verwaltet. Der Kreistag wird von den Wahlberechtigten im Landkreis auf fünf Jahre gewählt. Dieses Gremium wählt den Landrat für eine Amtszeit von acht Jahren. Dieser ist gesetzlicher Vertreter und Repräsentant des Landkreises sowie Vorsitzender des Kreistags und seiner Ausschüsse, hat aber kein Stimmrecht in den Gremien. Er leitet das Landratsamt und ist Beamter des Kreises.
Zu seinem Aufgabengebiet zählen die Vorbereitung der Kreistagssitzungen sowie seiner Ausschüsse. Er beruft Sitzungen ein, leitet diese und vollzieht die dort gefassten Beschlüsse. Sein Stellvertreter ist der Erste Landesbeamte.

### Kreistag
Der Kreistag wird von den Wahlberechtigten im Landkreis auf fünf Jahre gewählt.
| Kreistagswahl Heidenheim 2024Wahlbeteiligung: 54,7 % 3020100 28,9 %18,4 %13,9 %12,4 %9,4 %8,2 %3,3 %2,8 %2,7 % CDUSPDGrüneFWAfDFW OV HDHÖDPLinkeFDPGewinne und Verlusteim Vergleich zu 2019 %p 8 6 4 2 0 −2 −4 −6 −8+4,3 %p−2,4 %p−6,9 %p−0,2 %p+6,6 %p−0,8 %p+0,5 %p−0,7 %p−0,5 %pCDUSPDGrüneFWAfDFW OV HDHÖDPLinkeFDP | Sitzverteilung im Kreistag Heidenheim seit 2024Insgesamt 44 Sitze - Linke: 1 - SPD: 8 - Grüne: 5 - ÖDP: 1 - FW OV HDH: 2 - FW: 8 - FDP: 1 - CDU: 13 - AfD: 5 |

Die Ergebnisse vergangener Wahlen sind in der folgenden Tabelle dargestellt:
| Parteien und Wählergemeinschaften | Parteien und Wählergemeinschaften                  | % 2024 | Sitze 2024 | % 2019 | Sitze 2019 | % 2014 | Sitze 2014 | % 2009 | Sitze 2009 | % 2004 | Sitze 2004 | % 1999 | Sitze 1999 | % 1994 | Sitze 1994 | % 1989 | Sitze 1989 |
| --------------------------------- | -------------------------------------------------- | ------ | ---------- | ------ | ---------- | ------ | ---------- | ------ | ---------- | ------ | ---------- | ------ | ---------- | ------ | ---------- | ------ | ---------- |
| CDU                               | Christlich Demokratische Union Deutschlands        | 28,9   | 13         | 24,6   | 12         | 33,0   | 15         | 31,7   | 15         | 34,6   | 16         | —      | —          | —      | —          | —      | —          |
| SPD                               | Sozialdemokratische Partei Deutschlands            | 18,4   | 8          | 20,7   | 9          | 24,1   | 11         | 25,1   | 12         | 26,4   | 11         | 29,5   | 14         | 29,8   | 16         | 30,6   | 15         |
| GRÜNE                             | GRÜNE und Unabhängige                              | 13,9   | 5          | 20,8   | 9          | 16,0   | 7          | 14,4   | 5          | —      | —          | —      | —          | —      | —          | —      | —          |
| FW                                | Freie Wähler                                       | 12,4   | 8          | 12,6   | 9          | 19,4   | 10         | 17,8   | 9          | —      | —          | —      | —          | —      | —          | —      | —          |
| AfD                               | Alternative für Deutschland                        | 9,4    | 5          | 2,7    | 2          | 2,3    | 1          | —      | —          | —      | —          | —      | —          | —      | —          | —      | —          |
| FW OV HDH                         | Freie Wähler Ortsverband Heidenheim e. V.          | 8,2    | 2          | 9,0    | 2          | —      | —          | —      | —          | —      | —          | —      | —          | —      | —          | —      | —          |
| ÖDP/PB                            | Ökologisch-Demokratische Partei/Parteifreie Bürger | 3,3    | 1          | 2,8    | 1          | 1,3    | 1          | 2,8    | 1          | —      | —          | —      | —          | —      | —          | —      | —          |
| LINKE                             | Die Linke                                          | 2,8    | 1          | 3,5    | 1          | 3,8    | 1          | 3,8    | 1          | —      | —          | —      | —          | —      | —          | —      | —          |
| FDP                               | Freie Demokratische Partei                         | 2,7    | 1          | 3,2    | 1          | 1,3    | 1          | 3,9    | 1          | 2,3    | 0          | 0,7    | 0          | 1,0    | –          | —      | —          |
| GEM                               | Gemeinsamer Wahlvorschlag                          | —      | —          | —      | —          | —      | —          | —      | —          | 15,6   | 6          | 47,6   | 23         | 53,5   | 29         | 48,9   | 23         |
| WG                                | Wählervereinigungen                                | —      | —          | —      | —          | —      | —          | —      | —          | 21,1   | 10         | 15,4   | 8          | 6,0    | 2          | 6,6    | 1          |
| REP                               | Die Republikaner                                   | —      | —          | —      | —          | —      | —          | —      | —          | —      | —          | 4,3    | 1          | 7,1    | 3          | 11,8   | 4          |
| Sonst.                            | Sonstige                                           | —      | —          | —      | —          | —      | —          | —      | —          | —      | —          | 2,5    | 0          | 2,5    | 0          | 2,1    | 0          |
| Gesamt                            | Gesamt                                             | 100    | 44         | 100    | 46         | 100    | 47         | 100    | 44         | 100    | 43         | 100    | 46         | 100    | 50         | 100    | 43         |
| Wahlbeteiligung                   | Wahlbeteiligung                                    | 54,7 % | 54,7 %     | 52,4 % | 52,4 %     | 43,8 % | 43,8 %     | 46,9 % | 46,9 %     | 48,7 % | 48,7 %     | 51,2 % | 51,2 %     | 66,1 % | 66,1 %     | 63,1 % | 63,1 %     |

- GEM: Gemeinsamer Wahlvorschlag verschiedener Parteien, unter anderem der CDU von 1989 bis 1999, ohne die CDU bei der Wahl 2004. Welche einzelnen Parteien den Gemeinsamen Wahlvorschlag in diesem Zeitraum stellten, ist nicht mehr nachvollziehbar.
- WG: Wählervereinigungen, da sich die Ergebnisse von 1989 bis 2004 nicht auf einzelne Wählergruppen aufschlüsseln lassen.

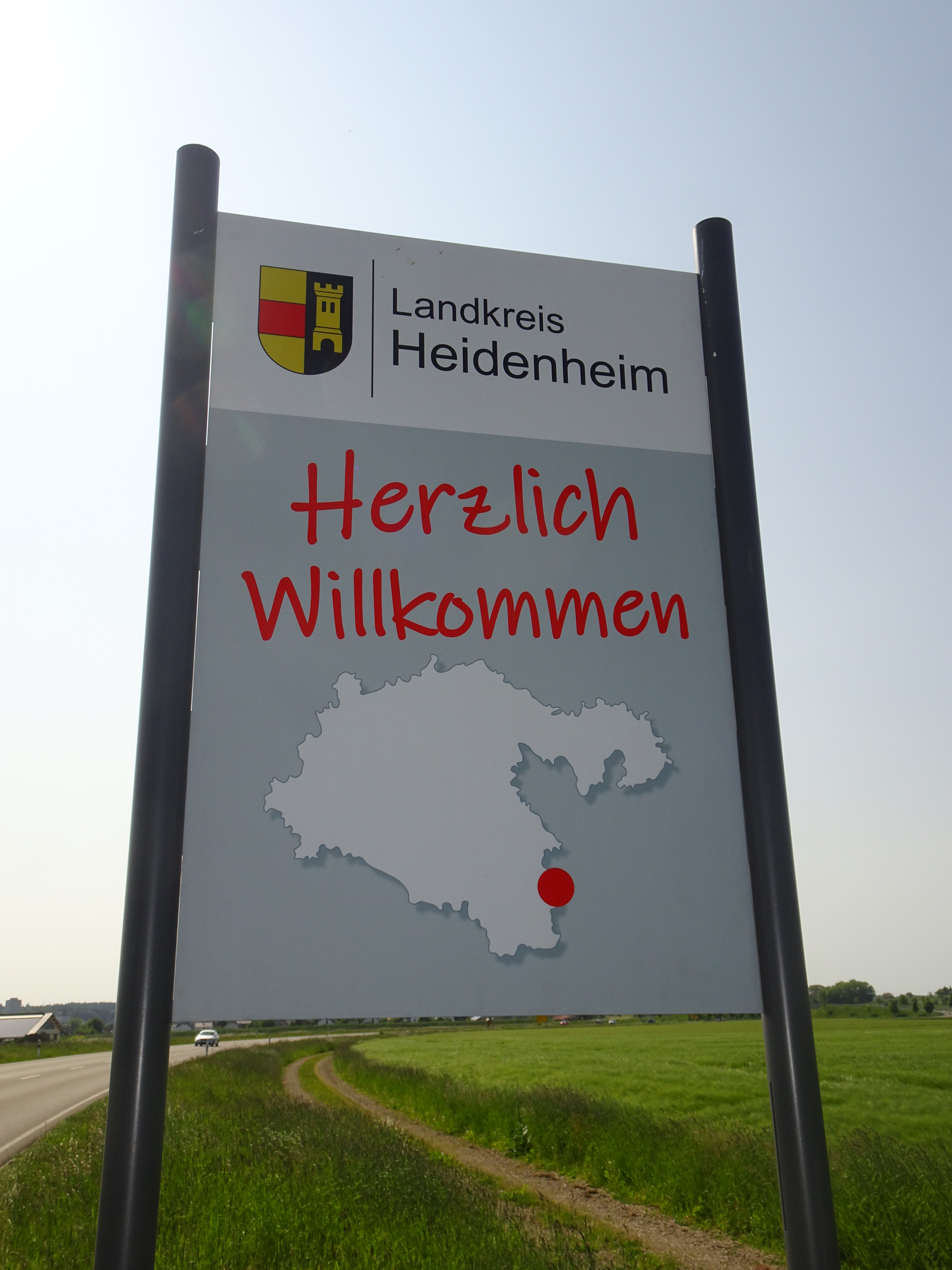
Willkommensschild Landkreis Heidenheim

### Landräte
Die Landräte des Landkreises Heidenheim ab 1938:
- 1938–1945: Hermann Ebner
- 1945–1932: Max Fetzer (kommissarisch)
- 1945–1950: Max von Zabern
- 1951–1973: Albert Wild
- 1973–2004: Roland Würz
- 2004–2012: Hermann Mader
- 2012–2019: Thomas Reinhardt[15]
- seit 2019: Peter Polta[16]

Die Oberamtmänner des früheren Oberamtes Heidenheim von 1803 bis 1938 sind im Artikel Oberamt Heidenheim verzeichnet.

### Wappen
| Wappen des Landkreises Heidenheim | Blasonierung: „In gespaltenem Schild vorne in Gold (Gelb) ein roter Balken, hinten in Schwarz ein goldener Zinnenturm mit schwarzem Tor und zwei schwarzen Fenstern nebeneinander.“ |
| Wappen des Landkreises Heidenheim | Wappenbegründung: Der rote Balken symbolisiert die Herren von Hellenstein (siehe Liste schwäbischer Adelsgeschlechter/H), die bis in das 15. Jahrhundert im Kreisgebiet herrschten; der Zinnenturm versinnbildlicht die zahlreichen Burgen und Schlösser der anderen Herrschaften im Kreisgebiet. Diese kamen Anfang des 19. Jahrhunderts ebenfalls an Württemberg. Das Wappen wurde am 12. September 1955 verliehen. |

## Wirtschaft und Infrastruktur
Der Landkreis Heidenheim ist traditionell industriell geprägt. Vorherrschend sind vor allem Unternehmen in den Branchen Maschinen- und Anlagenbau, Elektrotechnik sowie Textilindustrie. Die bedeutendsten Arbeitgeber im Kreis sind Voith, BSH Hausgeräte GmbH, die Paul Hartmann AG, Röhm GmbH, Osram, Steiff und Epcos. Laut offizieller Statistik der Bundesagentur für Arbeit liegt die Arbeitslosenquote des Landkreises im Juli 2020 bei 5,2 %.
Im Zukunftsatlas 2016 belegte der Landkreis Heidenheim Platz 167 von 402 Landkreisen, Kommunalverbänden und kreisfreien Städten in Deutschland und zählt damit zu den Regionen mit „ausgeglichenem Chancen-Risiko Mix“. In der Ausgabe von 2019 lag er auf Platz 124 von 401.

### Verkehr

#### Bahn- und Busverkehr
Der Heidenheimer Tarifverbund bietet für alle Nahverkehrsleistungen einen einheitlichen Tarif an.
Der Landkreis Heidenheim wird im Brenztal von der Bahnlinie Aalen – Ulm durchzogen, die von der Württembergischen Staatsbahn 1864 bis Heidenheim und 1875/76 vollständig eröffnet worden ist. Eine Querverbindung von der Brenzbahn ins bayerische Donautal stellte die Linie Sontheim-Brenz – Gundelfingen ab 1911 her.
Die Albhochfläche selbst wurde durch Privatbahnen erschlossen:
Die Badische Lokal-Eisenbahnen AG führte 1901 die schmalspurige Härtsfeldbahn von Aalen über Neresheim nach Dischingen und 1906 weiter nach Dillingen an der Donau.
Im westlichen Teil des Kreises erhielt Gerstetten im Jahre 1906 durch die Bahnstrecke Amstetten–Gerstetten der Württembergischen Eisenbahn-Gesellschaft eine normalspurige Verbindung nach Amstetten an der Hauptbahn Stuttgart–Ulm. Beide Nebenbahnen verloren ihren Personenverkehr; die Härtsfeldbahn schon im Jahre 1972, die andere erst 1997. Hier wird allerdings noch eine Museumsbahn betrieben. Bereits 1956 war laut Kursbuch der Personenverkehr von Sontheim-Brenz nach Gundelfingen eingestellt worden, förmlich aber erst 1959.

#### Fernstraßen
Durch das östliche Kreisgebiet führt die Bundesautobahn 7 Ulm–Würzburg. Ferner erschließen mehrere Bundes-, Landes- und Kreisstraßen den Landkreis, darunter die B 19 Ulm–Schwäbisch Hall.

#### Radverkehr
Durch den Landkreis verläuft eine Alltagsroute aus dem Radnetz Baden-Württemberg. Von Ulm über Langenau kommend führt sie über Sontheim an der Brenz, Giengen, Herbrechtingen und Heidenheim Richtung Aalen. In Sontheim gibt es einen Abzweig Richtung Gundelfingen an der Donau.
Außerdem gibt es ein Radverkehrskonzept des Landkreises.
Durch den Landkreis verlaufen verschiedene Radfernwege: 
- Der frühere  Hohenlohe-Ostalb-Weg wurde gemeinsam mit dem Alb-Neckar-Radweg durch den Württemberger Tälerradweg abgelöst. Er führt von Crailsheim über Aalen, Heidenheim und Giengen nach Ulm und weiter über Göppingen nach Schwäbisch Gmünd.
- Der Albtäler-Radweg führt ebenfalls als Landes-Fernradweg durch den Landkreis; es handelt sich um einen Rundkurs zwischen Römerstein und Giengen. Er führt von Rammingen kommend an Hermaringen vorbei nach Giengen und weiter über Herbrechtingen ins Eselsburger Tal und hinauf nach Gerstetten und Richtung Böhmenkirch.
- Der Schwäbische-Alb-Radweg führt vom Bodensee über Böhmenkirch kommend über Steinheim am Albuch, den Norden Heidenheims und über Dischingen und Bopfingen nach Donauwörth.

Der Landkreis Heidenheim ist Mitglied der AGFK (Arbeitsgemeinschaft Fahrrad- und Fußverkehrsfreundlicher Kommunen) in Baden-Württemberg.

#### Wanderweg
Der Albschäferweg führt durch den Landkreis Heidenheim.

### Kreiseinrichtungen
Der Landkreis Heidenheim ist Schulträger folgender Beruflichen Schulen: Technische Schule Heidenheim – Heid Tech, Kaufmännische Schule Heidenheim und Maria-von-Linden-Schule (Hauswirtschaftliche und Landwirtschaftliche Schule) Heidenheim, ferner folgender Sonderpädagogischer Bildungs- und Beratungszentren: Pistorius-Schule (Förderschwerpunkte geistige Entwicklung und körperlich-motorische Entwicklung mit Schulkindergarten) Herbrechtingen und Arthur-Hartmann-Schule (Förderschwerpunkt Sprache) mit Schulkindergärten in Heidenheim.
Der Landkreis Heidenheim ist Träger des Klinikums Heidenheim, Akademisches Lehrkrankenhaus der Universität Ulm und der Geriatrischen Rehabilitationsklinik Giengen an der Brenz. Beide Kliniken werden seit 1994 als Eigenbetrieb des Landkreises geführt.
Das Land Baden-Württemberg beteiligt sich an den Kosten für Sanierung und Ausbau des Klinikums Heidenheim mit knapp 25,6 Millionen Euro. Neben einem neuen Labor sind Maßnahmen im Bereich der Patientenaufnahme mit Notfallbehandlungsstation, einer Station für Intensivpflege und ein Hubschrauberlandeplatz geplant. Mit den Arbeiten wurde Anfang März 2009 begonnen.

## Gemeinden
(Einwohner am 31. Dezember 2023)
| Städte 1. Giengen an der Brenz, Große Kreisstadt (19.907) 2. Heidenheim an der Brenz, Große Kreisstadt (50.471) 3. Herbrechtingen (13.237) 4. Niederstotzingen (4.853) Vereinbarte Verwaltungsgemeinschaften bzw. Gemeindeverwaltungsverbände 1. Vereinbarte Verwaltungsgemeinschaft der Stadt Giengen an der Brenz mit der Gemeinde Hermaringen 2. Vereinbarte Verwaltungsgemeinschaft der Stadt Heidenheim an der Brenz mit der Gemeinde Nattheim 3. Gemeindeverwaltungsverband Sontheim-Niederstotzingen mit Sitz in Sontheim an der Brenz; Mitgliedsgemeinden: Stadt Niederstotzingen und Gemeinde Sontheim an der Brenz | Weitere Gemeinden 1. Dischingen (4.433) 2. Gerstetten (11.656) 3. Hermaringen (2.334) 4. Königsbronn (7.022) 5. Nattheim (6.601) 6. Sontheim an der Brenz (5.802) 7. Steinheim am Albuch (8.925) |  |

## Gemeinden vor der Kreisreform
Vor der Kreisreform 1973 und der Gemeindereform gehörten zum Landkreis Heidenheim seit 1938 insgesamt 40 Gemeinden, darunter drei Städte. Bereits 1937 war die Gemeinde Mergelstetten in die Stadt Heidenheim an der Brenz eingegliedert worden.
Am 7. März 1968 stellte der Landtag von Baden-Württemberg die Weichen für eine Gemeindereform. Mit dem Gesetz zur Stärkung der Verwaltungskraft kleinerer Gemeinden war es möglich, dass sich kleinere Gemeinden freiwillig zu größeren Gemeinden vereinigen konnten. Den Anfang im Landkreis Heidenheim machten am 1. Januar 1971 gleich mehrere Gemeinden. Die Gemeinde Oggenhausen wurde in die Stadt Heidenheim an der Brenz, die Gemeinde Itzelberg in die Gemeinde Königsbronn und die Gemeinde Söhnstetten in die Gemeinde Steinheim am Albuch eingegliedert. In der Folgezeit reduzierte sich die Zahl der Gemeinden stetig. Alle verbliebenen Gemeinden des Landkreises Heidenheim wurden am 1. Januar 1973 in den neuen Landkreis Heidenheim übernommen, doch reduzierte sich auch in der Folgezeit die Zahl der Gemeinden weiter. Am 1. Juli 1974 wurde das zur Gemeinde Bräunisheim gehörende Sontbergen in die Gemeinde Gerstetten eingegliedert, dadurch mussten sowohl die Gemeinde- als auch die Kreis- und Regierungsbezirksgrenzen verschoben werden.
Die größte Gemeinde des Landkreises Heidenheim vor der Kreisreform war die Kreisstadt Heidenheim an der Brenz, die seit dem 1. April 1956 eine Große Kreisstadt ist. Die kleinste Gemeinde war Hausen ob Lontal.
Der Landkreis Heidenheim umfasste vor der Kreisreform eine Fläche von 624 km² und hatte bei der Volkszählung 1970 insgesamt 127.108 Einwohner. Nach der Kreisreform wurde noch Herbrechtingen (1974) zur Stadt erhoben, unmittelbar nachdem Bolheim, die größte im Landkreis bestehende Gemeinde, die im Zuge der letzten Reform ihre Eigenständigkeit verlor, ins Stadtgebiet eingegliedert wurde.
In der Tabelle wird die Einwohnerentwicklung des Landkreises Heidenheim bis 1970 angegeben. Alle Einwohnerzahlen sind Volkszählungsergebnisse.
| Datum              | Einwohner |
| ------------------ | --------- |
| 17. Mai 1939       | 62.482    |
| 13. September 1950 | 91.847    |

| Datum        | Einwohner |
| ------------ | --------- |
| 6. Juni 1961 | 113.453   |
| 27. Mai 1970 | 127.108   |

In der Tabelle stehen die Gemeinden des Landkreises Heidenheim vor der Gemeinde- bzw. Kreisreform.

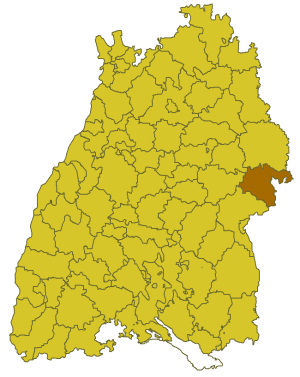
Landkreis Heidenheim vor der Kreisreform (bis heute nahezu unverändert)

| frühere Gemeinde                          | heutige Gemeinde        | Einwohner am 6. Juni 1961 |
| ----------------------------------------- | ----------------------- | ------------------------- |
| Auernheim                                 | Nattheim                | 594                       |
| Ballmertshofen                            | Dischingen              | 431                       |
| Bergenweiler                              | Sontheim an der Brenz   | 275                       |
| Bissingen ob Lontal                       | Herbrechtingen          | 465                       |
| Bolheim                                   | Herbrechtingen          | 2.896                     |
| Brenz                                     | Sontheim an der Brenz   | 1.174                     |
| Burgberg                                  | Giengen an der Brenz    | 1.805                     |
| Demmingen                                 | Dischingen              | 501                       |
| Dettingen am Albuch                       | Gerstetten              | 1.411                     |
| Dischingen                                | Dischingen              | 1.423                     |
| Dunstelkingen                             | Dischingen              | 431                       |
| Eglingen                                  | Dischingen              | 635                       |
| Fleinheim                                 | Nattheim                | 374                       |
| Frickingen                                | Dischingen              | 479                       |
| Gerstetten                                | Gerstetten              | 4.655                     |
| Giengen an der Brenz, Stadt               | Giengen an der Brenz    | 10.825                    |
| Großkuchen                                | Heidenheim an der Brenz | 961                       |
| Gussenstadt                               | Gerstetten              | 1.173                     |
| Hausen ob Lontal                          | Herbrechtingen          | 165                       |
| Heidenheim an der Brenz, Große Kreisstadt | Heidenheim an der Brenz | 48.792                    |
| Heldenfingen                              | Gerstetten              | 970                       |
| Herbrechtingen                            | Herbrechtingen          | 6.454                     |
| Hermaringen                               | Hermaringen             | 1.940                     |
| Heuchlingen                               | Gerstetten              | 759                       |
| Hohenmemmingen                            | Giengen an der Brenz    | 1.209                     |
| Hürben                                    | Giengen an der Brenz    | 907                       |
| Itzelberg                                 | Königsbronn             | 606                       |
| Königsbronn                               | Königsbronn             | 4.258                     |
| Nattheim                                  | Nattheim                | 2.346                     |
| Niederstotzingen, Stadt                   | Niederstotzingen        | 2.138                     |
| Oberstotzingen                            | Niederstotzingen        | 842                       |
| Ochsenberg                                | Königsbronn             | 451                       |
| Oggenhausen                               | Heidenheim an der Brenz | 918                       |
| Sachsenhausen                             | Giengen an der Brenz    | 232                       |
| Söhnstetten                               | Steinheim am Albuch     | 1.369                     |
| Sontheim an der Brenz                     | Sontheim an der Brenz   | 2.964                     |
| Steinheim am Albuch                       | Steinheim am Albuch     | 4.358                     |
| Stetten ob Lontal                         | Niederstotzingen        | 427                       |
| Trugenhofen                               | Dischingen              | 320                       |
| Zang                                      | Königsbronn             | 520                       |

## Kfz-Kennzeichen
Am 1. Juli 1956 wurde dem Landkreis bei der Einführung der bis heute gültigen Kfz-Kennzeichen das Unterscheidungszeichen HDH zugewiesen. Es wird durchgängig bis heute ausgegeben.